# アレクサンドル・ドゥーギン
アレクサンドル・ゲーリエヴィチ・ドゥーギン（ロシア語: Алекса́ндр Ге́льевич Ду́гин, ロシア語ラテン翻字: Aleksandr Gel'evich Dugin, 1962年1月7日 - ）は、ロシアの政治活動家、地政学者、政治思想家、哲学者。
ソビエト連邦（現・ロシア連邦）モスクワ出身。2008年から2014年までモスクワ大学で教授を務めた。クレムリンに影響力を持つ存在とされ、レフ・グミリョフに始まるネオ・ユーラシア主義の代表的な思想家の一人とされる。

## 経歴
1962年1月7日、ソ連軍参謀本部情報総局（GRU）の中将の父親と、医師の母親の子として生まれた。1979年にモスクワ航空研究所（MAI）に入学したが、2年で除籍された。1970年代、作家ユーリ・マムレーエフのユジンスキーサークルを訪れて神秘主義思想やナチズムのオカルト論に傾倒し、その後フランスの「新しい右翼」と接触している。
1980年代は反体制活動家だったものの、ソ連崩壊後のロシアに対してアレクサンドル・ソルジェニーツィンのように幻滅してヨシフ・スターリンの再評価とソ連の再興を掲げる保守派となり、1990年代に同じ元反体制活動家のエドゥアルド・リモノフとともに1920年代に白系ロシア人（ソ連から亡命したロシア人）の間で流行したユーラシア主義の復活を掲げる国家ボリシェヴィキ党（当初は国家ボリシェヴィキ戦線）を結成した。これはジョージ・オーウェルの小説「1984年」に登場する国家「ユーラシア」の「ネオ・ボルシェヴィズム」に着想を得たとも評されている。ボリス・エリツィン大統領の打倒を目指すゲンナジー・ジュガーノフら共産主義者とセルゲイ・バブーリンら民族主義・愛国主義者によって創設された野党連合「救国戦線」に加わるも、その後はリモノフとの党内対立で離れ、ロシア政府のエフゲニー・プリマコフやウラジーミル・プーチンを支持し始めた。また、ロシア連邦議会でユーラシア主義を推進していたゲンナジー・セレズニョフ下院国家会議議長（当時ロシア連邦共産党所属）に顧問として起用され、ロシア政界と関わりを持つこととなった。
2002年にユーラシア党、2005年にはユーラシア青年連合を設立し、ネオ・ユーラシア主義を国際的な運動にすることを目指して活動を続けている。2018年に中国の復旦大学中国研究院長・張維為から同研究院の上級研究員に任命された。

## 主張
自由民主主義、資本主義、個人主義、グローバリゼーションなど西側諸国のリベラルな価値や理念を強く批判・攻撃し、20世紀に衰退してしまった共産主義とファシズム、21世紀に標準化した自由主義に代わる第四の政治的理論としてネオ・ユーラシア主義を主張する。ドゥーギンは有史以来の世界構造は海の秩序をコントロールする海洋国家と陸の秩序をコントロールする大陸国家に分けられるとし、ソ連崩壊後のアメリカ一極支配の世界においても地球規模の市場原理主義の下でグローバル化を主導するシーパワーのアメリカと、独裁や宗教を統治論理としたランドパワーのロシアの新冷戦構造により当てはまるとした。
北大西洋条約機構（NATO）のような欧米の「大西洋主義」政策はハートランドを奪うためのロシアの封じ込めとリベラルな西側の価値観が支配する世界の構築を狙いとするものであり、これに対抗してロシアは地政学的な戦略に基づいてユーラシア大陸に多極体制を築く外交戦略を取るべきだとしている。1999年にドゥーギンが執筆した著書「地政学の基礎」によれば、まずNATO陣営のドイツにカリーニングラードを返還して中央ヨーロッパや東ヨーロッパに目を向けさせて欧州全体をフィンランド化させ、中東ではイランと同盟を組んでクルド人などイラン系民族を使って反露的でNATO陣営のトルコや西側寄りのサウジアラビアを揺さぶることで脅威度を減らし、アジアでは日本にクリル列島を譲渡して反米感情を煽動して日米同盟を解体させ、ロシアの勢力圏としてチベット・新疆・内モンゴル・満洲を中国との緩衝地帯にする代わりにベトナムを除くインドシナ半島に中国を南下南進するよう支援してフィリピンやオーストラリアなど米国の同盟国と対峙させるべきといった具体策を主張している。90年代は社会主義・共産主義の理想を中国は裏切って欧米に与したとして中国分割論を掲げる中国脅威論者で知られていたが、2000年代以降は訪中や中国の知識人との議論と交流を経てこの見方を修正し、西側の価値観を受け入れて主権を失ったロシアと対照的に中国共産党は主権の維持と高成長の両立を実現したと評価する意見に変わったと環球時報のインタビューで述べている。また、中国に招かれて趙汀陽らが掲げる「天下体系」（天下主義）を支持しており、上海協力機構（SCO）をNATOと対決できる多極的なブロックとして重視している。

## 家族
LGBTの社会運動の活動家エフゲニア・デブリンスカヤと結婚しており、1985年に生まれた長男アルトゥールはロックミュージシャンである。2022年5月3日、カナダ当局はアルトゥールに対し経済制裁を科している。
哲学者ナタリア・メレンティエワと再婚し、1992年に長女ダリア・ドゥギナ（筆名：ダリア・プラトーノワ）が生まれている。ダリアは父親の広報担当者で、プーチン政権を支持するコメンテーター・コラムニストとしての活動をしていた。2022年ロシアのウクライナ侵攻を支持するため、国営テレビに出演している。ウェブサイトUnited World Internationalの編集長として、ウクライナがNATOに加盟すれば「滅びる」と示唆する記事に貢献したとして、同年3月にアメリカが経済制裁を科している。
同年8月20日、ダリアはモスクワ州オジンツォボ地区で自動車爆破事件により死亡した。この車はドゥーギン本人のもので、ドゥーギンは娘が運転していたこの車に乗る予定だったが、直前になって別の車に乗ったため、犯行に関わった人物はドゥーギンの暗殺を目論んでいたと見られる。